# Xoloitzcuintle
Xoloitzcuintle (Mexikansk nakenhund) är en hundras från Mexiko. Vissa exemplar saknar päls helt, men det är tillåtet med behåring på huvud, ben och svans. Från 2016 är helpälsade tillåtna inom avel och utställningar. 

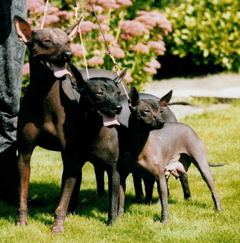
Alla tre storlekarna av xoloitzcuintle.

## Historia
Aztekerna hade nakenhundar när Hernán Cortés 1519 började erövringen av Mexiko. Rasen är namngiven efter den aztekiske guden Xolotl och hundarna hade bl.a. rituell betydelse. Från 1887 till 1959 var Mexican Hairless en erkänd ras hos American Kennel Club (AKC), men den avregistrerades eftersom det fanns för få exemplar för en livskraftig avel. Den moderna historien började med räddningsarbete i Mexiko på 1950-talet, registreringen inleddes 1956. Stamboken är fortfarande öppen för rastypiska hundar utan känd härstamning.

## Egenskaper
Mexikansk nakenhund skall vara tystlåten, lugn, glad, uppmärksam och alert. Den kan vara reserverad mot främlingar.

## Utseende
Xoloitzcuintle finns i tre storlekar; miniatyr 25-35cm, intermediate 36-45cm och standard 46-60cm (+2cm tillåts vid riktigt fina exemplar). Detta är en ras som utöver de olika storlekarna även kommer i två varianter dvs naken och pälsad. Den nakna får ha päls på huvud, tassar och svans doch inte längre än 2cm även om det finns exemplar med längre päls men detta anses som ett fel. De pälsad är godkända sedan några år tillbaka för utställning och används även i avel, dessa ska ha kort,slät och åtsittande päls utan underull för att vara godkända. Finnes även färgrestriktioner exempel på icke godkändafärger är black n Tan, sable och merle. De nakna har samma restriktioner när det kommer till färg med ett tillägg att de inte får ha för mycket vitt.
Rasen skall vara muskulös, kraftig och smidig.